# Isomorfismo
In matematica, in particolare in algebra astratta, un isomorfismo (dal greco ἴσος, isos, che significa uguale, e μορφή, morphé, che significa forma) è un'applicazione biunivoca fra oggetti matematici tale che l'applicazione e la sua inversa siano omomorfismi.
Intuitivamente, un isomorfismo può essere definito con le parole del matematico Douglas Hofstadter:
(Douglas Hofstadter, Gödel, Escher, Bach: un'eterna ghirlanda brillante, p. 54)

## Definizione
Si definisce isomorfismo un'applicazione biiettiva f tra due insiemi dotati di strutture della stessa specie tale che sia f sia la sua inversa f −1 siano omomorfismi, cioè applicazioni che preservano le caratteristiche strutture.
Più in generale, nella teoria delle categorie un isomorfismo è un morfismo {\displaystyle f:X\rightarrow Y} in una categoria per la quale esista un inverso {\displaystyle f^{-1}:Y\rightarrow X} tale che:
{\displaystyle f^{-1}f=Id_{X}\ }
e
{\displaystyle ff^{-1}=Id_{Y}\ }
Questa nozione ha portata molto vasta in quanto si possono prendere in considerazione molte specie di strutture e moltissime strutture specifiche. Si possono inoltre considerare isomorfismi tra oggetti non costruiti su un insieme di sostegno, ad esempio su due processi.
Se esiste un isomorfismo fra due strutture, le strutture si dicono isomorfe. Due strutture isomorfe si possono considerare essenzialmente uguali. Ignorando cioè le identità specifiche degli elementi degli insiemi sottostanti a esse e focalizzandosi solo su aspetti rilevanti delle strutture stesse, le due strutture si possono identificare.
Per ogni struttura assegnata a un insieme, inoltre, esiste una definizione formale "naturale" di isomorfismo.

### Insiemi ordinati
Se un oggetto consiste in un insieme X con un ordinamento ≤ e un altro oggetto consiste in un insieme Y con un ordinamento {\displaystyle \sqsubseteq }, allora un isomorfismo da X a Y è una funzione biiettiva
f : X → Y tale che
{\displaystyle f(u)\sqsubseteq f(v)} se u ≤ v.
Tale isomorfismo è detto isomorfismo d'ordine o isotonia.

### Operazioni binarie
Se su due insiemi X e Y sono definite le operazioni binarie arbitrarie {\displaystyle \star } e {\displaystyle \Diamond } rispettivamente, allora un isomorfismo da X a Y è una funzione biiettiva f : X → Y tale che
{\displaystyle f(u)\Diamond f(v)=f(u\star v)}
per ogni u, v in X.
Quando gli oggetti in questione sono gruppi, tale isomorfismo è detto isomorfismo tra gruppi. Analogamente, se gli oggetti sono campi, quindi dotati ciascuno di due operazioni, e la funzione biiettiva si comporta come sopra per entrambe, è detto isomorfismo di campi.
Nell'algebra universale si può dare una definizione generale di isomorfismo che copre questi e molti altri casi. La definizione di isomorfismo data nella teoria delle categorie è ancora più generale.

### Grafi
Nella teoria dei grafi, un isomorfismo fra due grafi G e H è un'applicazione biiettiva f dai vertici di G ai vertici di H che preserva la "struttura relazionale" nel senso che c'è un arco (o spigolo) dal vertice u al vertice v se e solo se c'è un analogo collegamento dal vertice f(u) al vertice f(v) in H.

### Spazi vettoriali
Nell'algebra lineare un isomorfismo fra due spazi vettoriali è una trasformazione biiettiva che sia anche lineare.

### Spazi topologici
In topologia un isomorfismo tra spazi topologici è una mappa biiettiva che preserva le topologie (manda aperti in aperti), cioè continua nei due versi; una tale funzione si dice un omeomorfismo.

## Esempi
Di seguito si riportano alcuni esempi di strutture isomorfe:
- Un cubo compatto composto da legno e un cubo compatto composto da piombo sono entrambi cubi compatti; anche se il loro materiale è differente, le loro strutture geometriche sono isomorfe.
- Un normale mazzo di 52 carte da gioco con dorso verde e un normale mazzo di carte con dorso marrone; anche se il colore del dorso è differente, i mazzi sono strutturalmente isomorfi: le regole per un gioco con 52 carte o l'andamento di una partita di un tale gioco sono indifferenti, indipendentemente dal mazzo che scegliamo.
- La Torre dell'Orologio di Londra (che contiene il Big Ben) e un orologio da polso; anche se gli orologi variano molto in dimensione, i loro meccanismi di calcolo del tempo sono isomorfi.
- Un dado a sei facce e una borsa da cui viene scelto un numero da 1 a 6; anche se il metodo usato per ottenere un numero è differente, le loro capacità di generare successioni di numeri pseudocasuali sono isomorfe. Questo è un esempio di isomorfismo funzionale, senza l'assunzione di un isomorfismo geometrico.